# Palácio de Lé
O palácio de Lé (Leh) é um antigo palácio real que domina a cidade de Lé, a capital histórica da região tibetana do Ladaque, Índia.
Foi construído na segunda metade do século XVI pelo rei do Ladaque Sengge Namgyal, e apresenta muitas semelhanças com o Palácio de Potala, em Lassa, embora seja bastante mais pequeno. Tem nove andares; nos de cima encontravam-se as acomodações da família real do Ladaque e os andares inferiores eram estábulos e armazéns.[carece de fontes?]
O palácio foi abandonado na década 1830 quando os Dogras tomaram o controlo do Ladaque e a família real se transferiu para o palácio de Stok. Desde então foi-se arruinando, até que foi adquirido pelo Serviço Arqueológico da Índia, que o tem vindo a restaurar e o abriu ao público. Do teto desfruta-se de excelentes vistas panorâmicas sobre a cidade de Lé e os arredores, avistando-se o cume do Stok Kangri na cadeia de Zanskar é visível do outro lado do rio Indo, para sul, e a cadeia do Ladaque ergue-se a norte.
O museu do palácio tem uma rica coleção de joalheria, ornamentos, vestuário cerimonial e coroas. Tem várias thangkas e pinturas em seda com mais de 450 anos, com desenhos intricados e que conservam cores vivas fabricadas com pedras preciosas e pedras pulverizadas.